# Phascolarctos
Phascolarctos är ett släkte av pungdjur som ingår i ordningen fåframtandade pungdjur.
Släktet utgörs idag bara av arten koala (Phascolarctos cinereus) som numera är ensam i familjen Phascolarctidae.
Ytterligare två utdöda arter är kända:
- Phascolarctos maris, levde under tidig pliocen (zanclean) och beskrevs 1987 av Pledge som art. Fossil hittades i södra Australien.[2]
- Phascolarctos stirtoni, var ungefär en tredje del större än dagens koala.[3] Däremot vägde den bara omkring 13 kg, vad som motsvarar en större hanne av den nu levande arten.[4] Djuret levde under pleistocen och hade samma ekologiska nisch som koalan.[3]